# Після. Довго і щасливо
«Після. Довго і щасливо» (англ. After Ever Happy) — американський мелодраматичний фільм Кастілл Лендон, знятий за романом Анни Тодд «Після — довго і щасливо». Частина франшизи «Після», продовження фільму «Після падіння». У головних ролях, як і раніше, знялися Джозефін Ленґфорд і Гіро Файнс-Тіффін.

## Сюжет
Коли з'ясовується шокуюча правда про сім'ї закоханих, вони розуміють, що не так вже й сильно відрізняються один від одного. Так, Гардін і Тесса — вже не ті, що раніше, але їхнє взаємне тяжіння стає сильнішим з кожним днем.

## У ролях
- Гіро Файнс-Тіффін — Гардін Скотт
- Джозефін Ленґфорд — Тесса Янг
- Луїза Ломбард — Тріш Деніелс
- Картер Дженкінс — Робер
- Роб Естес — Кен Скотт
- Ченс Пердомо — Лендон
- Міра Сорвіно — Керол Янг
- Арієль Кеббел — Кімберлі
- Стівен Моєр — Крістіан Венс
- Френсіс Тернер — Карен
- Кіана Мадейра — Нора
- Антон Коттас — Сміт
- Раян Ол — Джо
- Тосін Томпсон — Джанін

## Виробництво
На початку вересня 2020 року Джозефін Ленґфорд і Гіро Файнс-Тіффін оголосили про те, що у виробництво запущені третя і четверта частина франшизи.
У жовтні в ЗМІ з'явилася інформація, що до основного акторського складу третього і четвертого фільмів приєднаються Стівен Моєр і володарка премії «Оскар» Міра Сорвіно. Стало відомо, що ролі у франшизі отримали Чанс Пердомо і Арієль Кеббел, а також Френсіс Тернер і Кіана Мадейра. Режисером третього і четвертого фільмів стала Кастілл Лендон. Сценарій картин написала Шерон Собойл, співавтор сценарію до фільму «Після сварки».